# Mistrzostwa Świata w Strzelectwie 1947
Mistrzostwa Świata w Strzelectwie 1947 – 33. edycja mistrzostw świata w strzelectwie. Odbyły się one w szwedzkim Sztokholmie.
Rozegrano 28 konkurencji. Najwięcej medali zdobyli: Szwajcar Otto Horber i reprezentant gospodarzy Kurt Johansson (po 9 krążków). W klasyfikacji medalowej wyraźnie zwyciężyła reprezentacja Szwecji, która zdobyła również najwięcej medali (12 złotych, 12 srebrnych i 9 brązowych). Ponadto dwie reprezentacje po raz pierwszy zdobyły medale mistrzostw świata (Egipt i Grecja).

## Klasyfikacja medalowa
Gospodarze mistrzostw
| Pozycja | Kraj              | Złoto | Srebro | Brąz | Łącznie |
| ------- | ----------------- | ----- | ------ | ---- | ------- |
| 1       | Szwecja           | 12    | 12     | 9    | 33      |
| 2       | Szwajcaria        | 5     | 4      | 4    | 13      |
| 3       | Norwegia          | 5     | 3      | 4    | 12      |
| 4       | Argentyna         | 3     | 1      | 1    | 5       |
| 5       | Finlandia         | 2     | 6      | 5    | 13      |
| 6       | Włochy            | 1     | 0      | 0    | 1       |
| 7       | Królestwo Egiptu  | 0     | 1      | 1    | 2       |
| 7       | Grecja            | 0     | 1      | 1    | 2       |
| 9       | Wielka Brytania   | 0     | 0      | 2    | 2       |
| 10      | Stany Zjednoczone | 0     | 0      | 1    | 1       |

## Wyniki
| Konkurencja                                         | Złoto                                                                                          | Wynik      | Srebro                                                                              | Wynik      | Brąz                                                                                | Wynik      |
| Karabin wojskowy szybkostrzelny, 300 m              | Otto Horber                                                                                    | 216 pkt.   | Karl Zimmermann                                                                     | 215 pkt.   | Lennart Eriksson                                                                    | 215 pkt.   |
| Karabin wojskowy szybkostrzelny, 300 m, drużynowo   | Szwajcaria Emil Grünig Otto Horber Ernst Tellenbach Karl Zimmermann                            | 845 pkt.   | Szwecja Lennart Eriksson Arne Follmark Börje Kallin Henrik Malmberg                 | 816 pkt.   | Norwegia Sverre Glomnes Jens Fredbo Willy Røgeberg Sigurd Vik                       | 797 pkt.   |
| Karabin standardowy, trzy postawy, 300 m            | Kurt Johansson                                                                                 | 527 pkt.   | Walther Fröstell                                                                    | 527 pkt.   | Otto Horber                                                                         | 524 pkt.   |
| Karabin standardowy, trzy postawy, 300 m, drużynowo | Szwecja Uno Berg Holger Erbén Walther Fröstell Kurt Johansson Tore Wickström                   | 2580 pkt.  | Szwajcaria Otto Horber Ernst Tellenbach Karl Zimmermann Emil Grünig Robert Bürchler | 2576 pkt.  | Argentyna Antonio Ando Juan de Marchi Pablo Cagnasso José Casaza Antonio Ortíz      | 2520 pkt.  |
| Karabin dowolny, trzy postawy, 300 m                | Pauli Janhonen                                                                                 | 1116 pkt.  | Robert Bürchler                                                                     | 1116 pkt.  | Otto Horber                                                                         | 1111 pkt.  |
| Karabin dowolny, trzy postawy, 300 m, drużynowo     | Szwajcaria Robert Bürchler Emil Grünig Otto Horber Werner Jakober Louis Schlapbach             | 5500 pkt.  | Finlandia Olavi Elo Bruno Frietsch Pauli Janhonen Onni Hynninen Toivo Mänttäri      | 5489 pkt.  | Szwecja Uno Berg Holger Erbén Walther Fröstell Kurt Johansson Nils Naumburg         | 5463 pkt.  |
| Karabin dowolny leżąc, 300 m                        | Robert Bürchler                                                                                | 392 pkt.   | Kurt Johansson                                                                      | 388 pkt.   | Otto Horber                                                                         | 388 pkt.   |
| Karabin dowolny klęcząc, 300 m                      | Walther Fröstell                                                                               | 375 pkt.   | Kurt Johansson                                                                      | 375 pkt.   | Pauli Janhonen                                                                      | 374 pkt.   |
| Karabin dowolny stojąc, 300 m                       | Pablo Cagnasso                                                                                 | 363 pkt.   | Olavi Elo                                                                           | 357 pkt.   | Pauli Janhonen                                                                      | 356 pkt.   |
| Karabin małokalibrowy leżąc, 50 i 100 m             | Odd Sannes                                                                                     | 592 pkt.   | Erland Koch                                                                         | 591 pkt.   | Onni Hynninen                                                                       | 590 pkt.   |
| Karabin małokalibrowy leżąc, 50 i 100 m, drużynowo  | Szwecja Sven Dessle Ole Hultström Erland Koch Rune Örnström                                    | 2346 pkt.  | Norwegia Mauritz Amundsen Johan Hunæs Willy Røgeberg Odd Sannes                     | 2345 pkt.  | Wielka Brytania James Chandler Victor Gilbert Jack Jones Claude Sonley              | 2333 pkt.  |
| Karabin małokalibrowy leżąc, 50 m                   | Willy Røgeberg                                                                                 | 399 pkt.   | Jonas Jonsson                                                                       | 398 pkt.   | Kurt Johansson                                                                      | 398 pkt.   |
| Karabin małokalibrowy leżąc, 50 m, drużynowo        | Szwecja Uno Berg Holger Erbén Jonas Jonsson Kurt Johansson Erland Koch                         | 1981 pkt.  | Finlandia Olavi Elo Pauli Janhonen Onni Hynninen Toivo Mänttäri Osmo Rantala        | 1974 pkt.  | Norwegia Johan Hunæs Halvar Kongsjorden Willy Røgeberg Odd Sannes Thore Skredegaard | 1966 pkt.  |
| Karabin małokalibrowy klęcząc, 50 m                 | Johan Hunæs                                                                                    | 388 pkt.   | Otto Horber                                                                         | 388 pkt.   | Thore Skredegaard                                                                   | 387 pkt.   |
| Karabin małokalibrowy klęcząc, 50 m, drużynowo      | Szwajcaria Robert Bürchler Mario Ciocco Emil Grünig Otto Horber Louis Schlapbach               | 1920 pkt.  | Norwegia Johan Hunæs Halvar Kongsjorden Willy Røgeberg Thore Skredegaard Odd Sannes | 1918 pkt.  | Szwecja Holger Erbén Walther Fröstell Jonas Jonsson Harry Johansson Kurt Johansson  | 1909 pkt.  |
| Karabin małokalibrowy stojąc, 50 m                  | Holger Erbén                                                                                   | 377 pkt.   | Mauritz Amundsen                                                                    | 373 pkt.   | Erling Kongshaug                                                                    | 371 pkt.   |
| Karabin małokalibrowy stojąc, 50 m, drużynowo       | Norwegia Mauritz Amundsen Halvar Kongsjorden Erling Kongshaug Willy Røgeberg Thore Skredegaard | 1847 pkt.  | Szwecja Sven Dessle Holger Erbén Kurt Johansson Jonas Jonsson Nils Naumburg         | 1838 pkt.  | Finlandia Olavi Elo Bruno Frietsch Onni Hynninen Pauli Janhonen Toivo Mänttäri      | 1833 pkt.  |
| Pistolet dowolny, 50 m                              | Torsten Ullman                                                                                 | 545 pkt.   | Oscar Bidegain                                                                      | 539 pkt.   | Karl-Axel Wallén                                                                    | 536 pkt.   |
| Pistolet dowolny, 50 m, drużynowo                   | Argentyna Oscar Bidegain Pablo Cagnasso Federico Grüben Federico Manes Alberto Martigena       | 2666 pkt.  | Szwecja Sven Lundquist Sture Nordlund Gunnar Schött Karl-Axel Wallén Torsten Ullman | 2653 pkt.  | Szwajcaria Heinz Ambühl Ernst Flückiger Walter Schaffner Beat Rhyner Albert Specker | 2631 pkt.  |
| Pistolet szybkostrzelny, 25 m                       | Carlos Enrique Díaz                                                                            | 570 pkt.   | Konstandinos Milonas                                                                | 558 pkt.   | Sven Lundquist                                                                      | 558 pkt.   |
| Pistolet szybkostrzelny, 25 m, drużynowo            | Włochy Fernando Bernini Guido Bertoni Francesco Linari Belgio Mazzavillani                     | 2161? pkt. | Finlandia Vaino Heusala Matti Kallio Mauri Kuokka Leonard Ravilo                    | 2140? pkt. | Grecja Ewangelos Chrisafis Konstandinos Milonas Angelos Papadimas Jeorjos Wichos    | 2129? pkt. |
| Pistolet centralnego zapłonu, 25 m                  | Torsten Ullman                                                                                 | 1048 pkt.  | Mauri Kuokka                                                                        | 1041 pkt.  | Noah Rodeheffer                                                                     | 1041 pkt.  |
| Pistolet centralnego zapłonu, 25 m, drużynowo       | Finlandia Matti Kallio Mauri Kuokka Jaakko Rintanen Vainö Skarp                                | 4079 pkt.  | Szwecja Aaro Helmisalo Eric Holmberg Sven Lundquist Torsten Ullman                  | 4027 pkt.  | Wielka Brytania Reginald Bennett Bill Staton Henry Steele Bill Willott              | 3928 pkt.  |
| Strzelanie do sylwetki jelenia                      |                                                                                                |            |                                                                                     |            |                                                                                     |            |
| Runda pojedyncza do sylwetki jelenia, 100 metrów    | Olof Sköldberg                                                                                 | 203 pkt.   | Yrjö Miettinen                                                                      | 199 pkt.   | Thorleif Kockgard                                                                   | 198 pkt.   |
| Runda podwójna do sylwetki jelenia, 100 metrów      | Hans Aasnæs                                                                                    | 197 pkt.   | Hans Liljedahl                                                                      | 196 pkt.   | Thorleif Kockgard                                                                   | 194 pkt.   |
| Strzelanie do rzutków                               |                                                                                                |            |                                                                                     |            |                                                                                     |            |
| Skeet                                               | G. Kjellin                                                                                     | 95 pkt.    | Carl Palmstierna                                                                    | 94 pkt.    | E. Norman                                                                           | 93 pkt.    |
| Trap                                                | Hans Liljedahl                                                                                 | 285 pkt.   | Klas Kleberg                                                                        | 276 pkt.   | Seifollah Ghaleb                                                                    | 276 pkt.   |
| Trap, drużynowo                                     | Szwecja Nils Högfeldt Klas Kleberg Hans Liljedahl Carl Palmstierna                             | 737 pkt.   | Egipt Seifollah Ghaleb Farid Makarius Mahmoud Labib Sherif Shahin                   | 713 pkt.   | Finlandia Werner Ekman Albert de Prado Konrad Huber Sven-Erik Rosenlew              | 681 pkt.   |